# Victoria Mata
Victoria Mata   (segle XX) és una veneçolana que va ser ministra del Poder Popular per a l'Esport durant el govern d'Hugo Chávez. Va ser nomenada el 4 de gener de 2008 com a part d'una «profunda reestructuració» del govern.
Després de les eleccions parlamentàries de 2015, va sortir elegida com a diputada suplent del diputat provincial Héctor Rodríguez Castro (qui va ser elegit governador de l'estat de Miranda), i l'absència del segon en llista, Ruben Limardo, qui es dedica exclusivament a l'esport.
Va ser membre de la Comissió Permanent de Cultura i Recreació.